# Tameshigiri

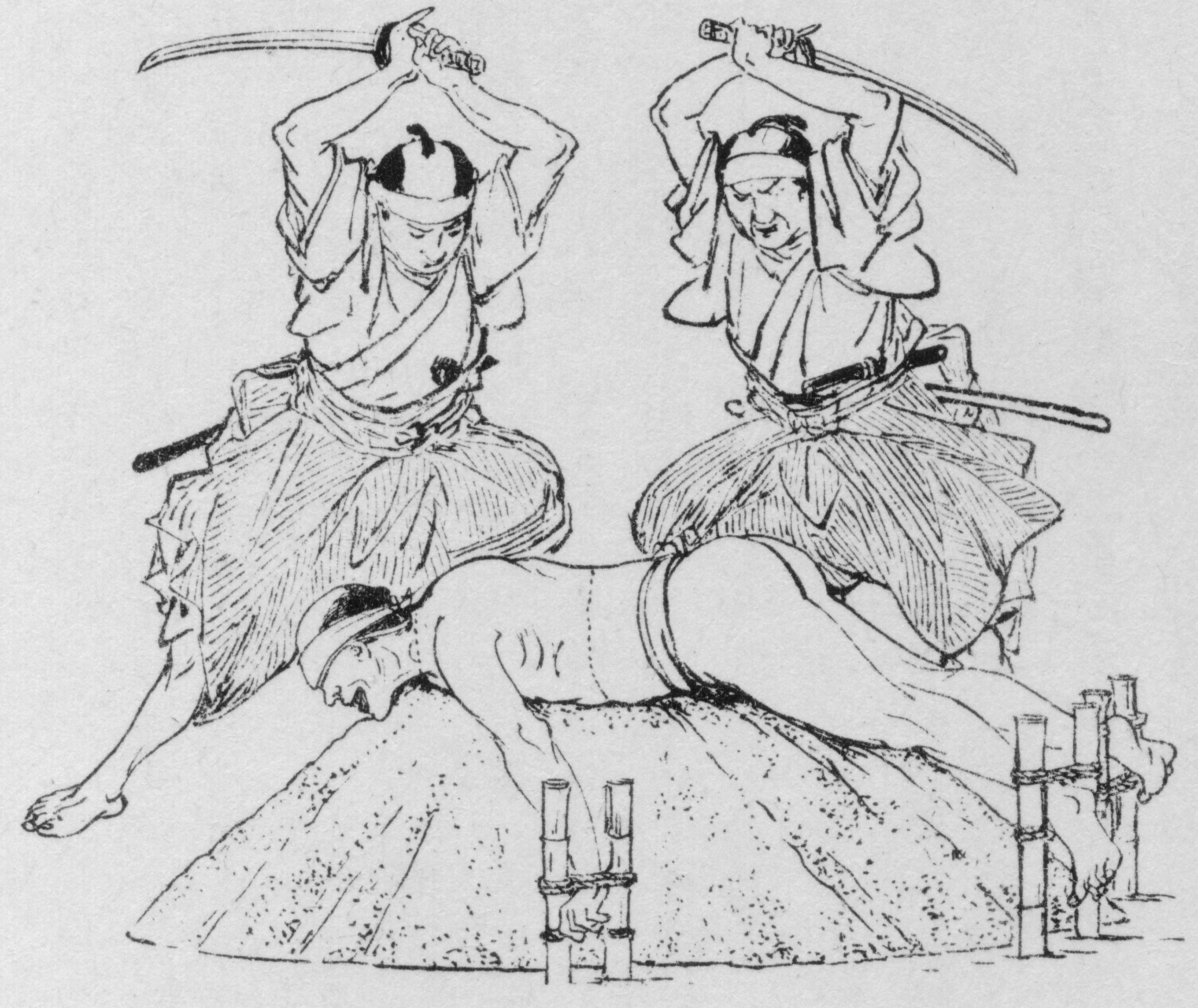
Tameshigiri en un criminal convicto.

Tameshigiri (試し斬り, 試し切り, 試斬, 試切?) es el arte japonés para la prueba de corte de una espada.  El kanji literalmente dice "試: prueba, 切:corte" (kun'yomi: ためし ぎり tameshi giri). Esta práctica fue realizada en el periodo Edo (siglo XVII al XIX) para poner a prueba la calidad de las katanas y continúa así hasta el día de hoy.

## Orígenes
Durante el periodo Edo, solamente el mejor espadachín era escogido para probar espadas, por lo que su pericia no era una variable en el buen corte de la espada.  Los materiales que se han usado para probar las espadas han variado grandemente. Algunas sustancias como  wara (paja del arroz), goza (la capa superior del tatami), bambú, y chapas delgadas de acero.
También, una gran variedad de cortes eran probados en cadáveres normalmente criminales convictos, desde tabi-gata (corte del tobillo) a O-kesa (corte diagonal desde el tobillo hasta la parte opuesta de la cadera). Los nombres de los tipos de cortes en los cadáveres muestran exactamente en que parte del cuerpo han sido hechos.  En las espadas antiguas se pueden ver también hoy en día que tienen inscripciones en su nakago (tang, parte que va unida en una katana por dentro de la empuñadura) que dicen cosas como: "5 cuerpos con Ryu Guruma (corte por la cadera)".
Aparte de cortes específicos efectuados en cadáveres, había cortes normales de la esgrima japonesa, por ejemplo: diagonal hacia abajo (Kesa-giri), diagonal hacia arriba (Kiri-age o Gyaku-kesa), horizontal (Yoko o Tsuihei), y derecho hacia abajo (Jodan-giri, Happonme, Makko-giri, Shinchoku-giri o Dottan-giri).  Esos cortes podrían haberse hecho en cadáveres (Ejemplo: un esgrimista que hiciese un corte Jodan-giri  en tres cuerpos en la cadera. La inscripción podía ser: "3 cuerpos Ryu Guruma").

## Actualidad
Hoy en día, la práctica del tameshigiri se ha enfocado para probar las habilidades del espadachín, en vez de probar la calidad de la espada. Así, los espadachines de vez en cuando usaban términos como: Shito (試刀, prueba de la espada) y Shizan (試斬, prueba de corte, una pronunciación alternativa de tameshigiri) para distinguir entre la práctica histórica de la prueba de las espadas y la contemporánea práctica de habilidades de corte. Lo más usado hoy en día como objetivo es el  goza o tatami "omote". Para realizar cortes consecutivos en un objetivo, o para cortar varios objetivos durante el movimiento, requiere que el ejecutante sea un experto.  

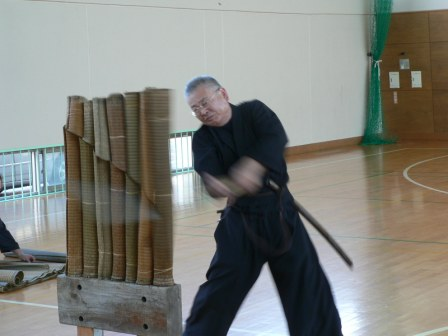
Hombre realizando un corte en un objetivo de siete tatamis.

Los objetivos hoy en día están hechos típicamente de wara o goza, enrollado en manojos o de forma tubular. Para añadir densidad se suelen mojar con agua. Esta densidad es aproximadamente la de la carne fresca. El bambú verde se usa para simular la densidad ósea. 
Una vez que el objetivo de goza está enrollado, tiene un patrón de grano vertical cuando se clava verticalmente en un pie para mantenerlo u horizontalmente cuando se coloca en un pie horizontal (llamado dotton or dodan). Esta dirección dificulta el corte. 
La dificultad de los cortes es una combinación de la dureza del material, la dirección del grano (si la hubiese), la calidad de la espada, el ángulo de la hoja (hasuji) en el impacto y el ángulo de oscilación de la espada (tachisuji). 
Cuando se está cortando un objetivo de paja que está vertical, el corte que resulta más fácil es el que se realiza diagonal hacia abajo. Esto es debido a una combinación del ángulo de impacto y el corte contra el grano (Aproximadamente 30° a 50° de la horizontal), el ángulo diagonal hacia abajo de la oscilación y la habilidad de usar el mayor número de músculos de rotación del cuerpo ayudan en el corte.